# Gary Blauman
"Gary Blauman" là tập phim thứ 21 nằm trong phần phim thứ 9 của loạt phim hài kịch tình huống truyền hình dài tập của đài CBS How I Met Your Mother và là tập phim thứ 205 trong tổng thể. Tập phim này đã được phát sóng vào ngày 17 tháng 3 năm 2014.

## Nội dung
Ted (Josh Radnor) và The Mother (Cristin Milioti) hẹn ăn tối cùng nhau trong ngày hẹn đầu tiên của họ lúc 8 giờ ngày thứ 4, 3 ngày kể từ lễ cưới của Barney và Robin. Khi họ bỏ ý định đến ăn một nhà hàng mà họ chọn ban đầu, The Mother cho rằng họ nên chọn một nhà hàng mà không cần hẹn trước. Ted qua đó kể cho cô nghe câu chuyện về Gary Blauman (Taran Killam).
Ở hiện tại, Blauman đến vài tiếng trước khi lễ cưới bắt đầu và chúc mừng Robin (Cobie Smulders). Robin tỏ ra vui mừng nhưng vô cùng hoảng sợ khi nhận ra cô chưa xếp chỗ ngồi cho anh. Marshall (Jason Segel) trấn tĩnh cô lại và hứa sẽ lo việc đó cho cô, khi anh là một người rất tài trong việc sắp xếp chỗ ngồi. Dù vậy, anh lại nhận ra việc sắp xếp lại chỗ ngồi không dễ chút nào và cùng Ted bàn bạc lại mọi chuyện. Ted từ chối giúp đỡ Marshall vì ghét Blauman kể từ khi họ tranh giành một cô gái trong một bữa tiệc. Lily (Alyson Hannigan) sau đó nhập cuộc, khi tỏ ra yêu mến Blauman sau khi ngăn cô thực hiện một hình xăm lớn lớn trên vai trong lúc cô và Marshall đang chia tay.
The Mother ngăn Ted lại sau khi thấy anh chàng bạn trai cũ của cô từ xa. Cô kể cho Ted về cuộc chia tay chớp nhoáng của họ trước đó và xác nhận việc cô không muốn hẹn hò nữa. Tuy vậy, cô vẫn muốn anh tiếp tục câu chuyện. Trong hiện tại, cả ba đến tìm Barney (Neil Patrick Harris) để hỏi và anh cũng không muốn Gary xuất hiện trong bữa tiệc, khi hắn đã lấy 4 miếng khoai tây chiên của Barney tại quán MacLaren's và vô tình trong số đó, có một miếng khoai xoắn. Billy Zabka và James cũng nhập cuộc; Zabka muốn anh ta tham dự, vì Blauman trân trọng cương vị nhà thơ của anh, nhưng James thì không, khi Blauman là người mà anh đã lén lút quan hệ, dẫn đến việc anh phải li hôn cùng chồng mình, Tom. Marshall cho kết luận cuối cùng: Blauman được tham dự lễ cưới vì đó là ý nguyện của cô dâu. Barney sau đó thú nhận việc bảo Blauman biến khỏi đó, khiến mọi người phải đi tìm anh ta.
The Mother lại cắt ngang câu chuyện lần nữa khi họ đến trước căn hộ chung cư của cô. Sau khi nói lời từ biệt, cô gọi anh lại và mong muốn được nghe tiếp câu chuyện. Tiếp tục trở về hiện tại, mọi người tìm thấy Blauman khi anh ta đang chuẩn bị lái xe đi, khiến Ted nhận ra việc anh phải giữ chặt lấy người quan trọng với mình, khi họ có thể dễ dàng biến mất trong cuộc đời của anh. Ted Tương lai cũng hé lộ nhiều số phận trong tương lai của nhiều nhân vật trong xuyên suốt loạt phim:
- Carl tiếp tục điều hành quán MacLaren's và sau đó con trai anh tiếp nối nghề này.
- Jeanette cuối cùng cũng bị bắt vì tính quậy phá của mình, tuy không phải vào tù nhưng cô phải đi gặp bác sĩ tâm lý Kevin (bạn trai cũ Robin) và 2 người cuối cùng cũng đến với nhau.
- Ranjit cuối cùng cũng kiếm được đủ tiền và tự mở 1 dịch vụ cho thuê Limo riêng và đứng ra làm chủ.
- Patrice trở thành người chủ trì cho 1 chương trình phát thanh riêng của cô và vẫn thường xuyên bị khán giả mắng nhiếc.
- Billy Zabka trở thành nhà thơ trẻ nhất nhận được huân chương Văn học Mỹ
- Zoey vẫn xuất hiện đều trên bản tin với những cuộc biểu tình, tuy nhiên kết quả không phải khi nào cũng tốt.
- Scooter cuối cùng cũng lấy vợ là Jasmine, cô nàng vũ công thoát y nhìn giống hệt Lily.
- Blitz mắc chứng nghiện cờ bạc nhưng anh đã vượt qua được sau 3 ngày thua liên miên.
- Ted bắt đầu gợi lại về Blah Blah, nhưng khựng lời và nhớ lại tên của cô là Carol.
- Sandy Rivers bị đuổi việc tại Mỹ vì những hành vi quấy rối của mình, ông chuyển sang dẫn chương trình ở Nga và vẫn không sửa được tật cũ.
- James và Tom làm hòa, họ nhận nuôi thêm 1 người con gái và gia đình họ rất hạnh phúc.

Cuối cùng, Blauman đã quay lại tham dự đám cưới cùng mọi người. Sau khi kết thúc câu chuyện, Ted và the Mother lần đầu tiên hôn nhau và quyết định đi dạo thêm một chốc nữa.

## Blog của Barney
Barney nói về phép xã giao khi gọi đồ ăn khai vị cùng một người anh em.

## Trong văn hóa đại chúng
- Ted có nhắc đến món haggis enchilada với The Mother.
- Zabka lần nữa nhắc đến bộ phim làm nên tên tuổi của anh, The Karate Kid.
- Ted có lần phát cuồng khi đọc được tiểu sử của Tổng thống Teddy Roosevelt.
- Lily khẳng định bài hát chia tay của cô là bài "Fly" và từng muốn có một hình xăm khuôn mặt của Mark McGrath cùng nhiều bướm xung quanh.

## Âm nhạc
"Where Are They Now?" bởi The Kinks đã được chơi trong đoạn cuối phim.

## Đánh giá chuyên môn
Bill Kuchman từ Popculturology đề cao tập phim này, khi cho rằng HIMYM "khéo léo sử dụng nhân vật [Gary Blauman] như là vật để cho ta thấy được những khía cạnh trong cuộc sống của Ted và The Mother, nhưng cũng đồng thời dùng Blauman như một dụng cụ để khiến người hâm mộ vững lòng cho những cái kết có hậu của nhiều nhân vật trong xuyên suốt tập phim." Donna Bowman từ AV Club cho tập phim này điểm A. Max Nicholson từ IGN cho bộ phim điểm 8.7/10